# 2 Become 1
2 Become 1 è un singolo del gruppo britannico delle Spice Girls, pubblicato nel 1996 dalla Virgin Records e terzo estratto dall'album Spice.
Il brano è stato scritto dalle ragazze insieme a Richard Stannard e Matt Rowe. È la prima ballata del gruppo ad essere stata pubblicata come singolo ed era totalmente diversa dai precedenti singoli che avevano un'attitudine dance. In questa canzone, il testo è più profondo ed esprime la forza che può nascere dall'unione di due persone in una sola attraverso l'atto sessuale.
Del brano esistono tre versioni diverse, due delle quali sono dovute al fatto che la comunità LGBT si era affezionata al gruppo e perciò si è deciso di cambiare una frase del testo. Nella versione contenuta nell'album, infatti, Geri Halliwell canta la frase any deal that we endeavour/boys and girls feel good together, facendo riferimento all'unione di un ragazzo con una ragazza. Nella single version invece quella frase è cantata da Victoria Adams, e le parole vengono cambiate in once again if we endeavour/love will bring us back together, eliminando così il riferimento ad un'unione esclusivamente eterosessuale.
Un'ulteriore versione del brano è quella spagnola, intitolata sempre 2 Become 1 ma cantata tutta in lingua spagnola, che è stata pubblicata nei paesi di lingua madre spagnola. Attualmente rimane l'unica canzone del gruppo ad essere stata interamente tradotta in spagnolo.
La canzone è stata inoltre re-interpretata da numerosi artisti, tra cui il chitarrista Paul Gilbert e la stessa Spice Girl Emma Bunton in qualità di solista.

## Descrizione
Il singolo della canzone è stato pubblicato il 16 dicembre 1996 in Inghilterra e nel resto del mondo, ad esclusione di USA e Canada dove fu pubblicato il 29 luglio 1997.
Anche se il genere di questo brano era totalmente opposto ai precedenti, conquista le prime quindici posizioni delle classifiche di tutti i paesi in cui è stata pubblicata, conquistando in particolare il primo posto in Regno Unito. Disco Di Platino in Uk (1,093,000).

## Tracce
Questi sono i formati e le relative tracklist delle principali pubblicazioni del singolo:
- UK CD1/Australian CD/Brazilian CD/South African CD

1. 2 Become 1 (Single Version) – 4:05
2. 2 Become 1 (Orchestral Version) – 4:05
3. One of These Girls – 3:33
4. Wannabe (Junior Vasquez Remix Edit) – 5:57

- UK CD2

1. 2 Become 1 (Single Version) – 4:05
2. 2 Become 1 (Dave Way Remix) – 4:01
3. Sleigh Ride – 3:18

- Dutch Promo CD/Mexican Promo CD

1. 2 Become 1 (Spanish Version) – 4:05
2. 2 Become 1 (Single Version) – 4:05

- Canadian Promo CD/European CD

1. 2 Become 1 (Single Version) – 4:05
2. 2 Become 1 (Orchestral Version) – 4:05

- Japanese CD

1. 2 Become 1 (Single Version) – 4:05
2. 2 Become 1 (Orchestral Version) – 4:05
3. One of These Girls – 3:33
4. Sleigh Ride – 3:18

- Thai Promo CD

1. 2 Become 1 (Album Version) – 4:00

- US CD1

1. 2 Become 1 (Single Version) – 4:05
2. One of These Girls – 3:33

- US CD2

1. 2 Become 1 (Single Version) – 4:05
2. 2 Become 1 (Dave Way Remix) – 4:01
3. One of These Girls – 3:33
4. 2 Become 1 (Spanish Version) – 4:05
5. 2 Become 1 (Orchestral Version) – 4:05

- Spanish 12" Vinyl single

Lato A
1. 2 Become 1 (Single Version) – 4:05
2. 2 Become 1 (Orchestral Version) – 4:05

Lato B
1. Wannabe (Junior Vasquez Remix Edit) – 5:57
2. One of These Girls – 3:33

- UK Promo 12" Vinyl single

Lato A
1. 2 Become 1 (Dave Way Remix) – 4:01

Lato B
1. Wannabe (Junior Vasquez Remix Edit) – 5:57
2. Wannabe (Junior Vasquez Gomis Dub) – 6:36

- 2007 Club Remixes

1. 2 Become 1 (Georgie Porgie Extended Mix) – 7:16
2. 2 Become 1 (Georgie Porgie Dub Mix) – 7:18
3. 2 Become 1 (Georgie Porgie Radio Edit) – 4:03

## Video musicale
Il videoclip vede protagoniste le cinque cantanti in Times Square, a New York, che cantano il loro pezzo lento tra luci colorate e macchine che si muovono velocemente. Le inquadrature ritraggono sia le Spice da sole, sia in gruppo e vengono intervallate da alcune scene di amanti che vivono la loro intimità.

## Classifiche
| Paese             | Posizione massima |
| ----------------- | ----------------- |
| Regno Unito       | 1                 |
| Irlanda           | 1                 |
| Colombia          | 1                 |
| Paesi Bassi       | 2                 |
| Australia         | 2                 |
| Norvegia          | 3                 |
| Nuova Zelanda     | 3                 |
| Belgio (Vallonia) | 3                 |
| Francia           | 4                 |
| Belgio (Vallonia) | 5                 |
| Italia            | 6                 |
| Svezia            | 7                 |
| Austria           | 9                 |
| Finlandia         | 9                 |
| Svizzera          | 10                |
| Belgio (Fiandre)  | 11                |

| Classifica di fine anno | Posizione |
| ----------------------- | --------- |
| Italia                  | 73        |